# Mihimaru GT
mihimaru GT fue un dueto musical japonés formado en el año 2003, compuesto por la vocalista Hiroko y el rapero Miyake. Su estilo es considerado una mezcla de J-Pop con elementos del Hip-Hop y el Rap japonés, denominando ellos mismos su estilo como "Hip-Pop".

## Integrantes
- hiroko

Nombre real: Hiroko Akutsu (阿久津博子 Akutsu Hiroko?).
Fecha de nacimiento: 24 de julio de 1984.
Lugar de nacimiento: Ashiya, Prefectura de Hyōgo (aunque se crio en Utsunomiya, Prefectura de Tochigi).
Vocalista principal y autora de temas del grupo. En tiempos previos a su debut major, cargaba consigo pistas de demos de temas de Ayumi Hamasaki interpretados por ella, para llamar la atención de sellos discográficos. Su registro vocal es considerado muy similar al de Mari Yaguchi de Morning Musume.
- miyake

Nombre real: Mitsuyuki Miyake (三宅光幸 Miyake Mitsuyuki?).
Fecha de nacimiento: 10 de octubre de 1980.
Lugar de nacimiento: Kurashiki, Prefectura de Okayama.
Rapero, autor y compositor de temas del grupo. Inicialmente se hacía llamar mitsu, y también miyake. Antes de su debut major había compuesto temas para artistas como SMAP y BoA.

## Biografía
Antes de que mihimaru GT se formara, ambos integrantes del dueto tenían su respectiva carrera de solistas, aunque sin mucho éxito. Al momento de unirse las dos agencias que se encargaban de sus carreras, se conocieron y formaron el dueto. Inicialmente pensaron en varios nombres, entre los que se incluyó el de Air Grow, que posteriormente fue el nombre de uno de sus temas. El nombre de la banda surgió inicialmente de las dos letras con que comienzan los nombres de Miyake y Hiroko -Mi (ミ) y Hi (ヒ), respectivamente-, aparte de maru, que en japonés significa cero o el símbolo de un ciclo; y por último las iniciales de GT provienen de Gran Turismo, el videojuego favorito de Miyake. El nuevo grupo formado, firmó un contrato con Universal Music Japan y la agencia que se encargó del manejo de su carrera fue Tearbridge Productions, que pertenece a Avex y a Stardust Production.
En julio del año 2003 debutaron como artistas major lanzando su sencillo debut, "Yakusoku". El sencillo no llamó mucho la atención, llegando al puesto n.º 156 de las listas de Oricon, y esta quizás fue la razón por la cual tomara tanto tiempo hasta que su sello decidiera arriesgarse -a perder, lamentablemente- lanzando un nuevo trabajo de ellos en el futuro. Sin embargo, cosas mucho mejores esperaban en el camino de mihimaru GT, con la prueba de que este, su primer trabajo, fue el que obtuvo peores ventas; conforme cada nuevo lanzamiento, fueran aumentando en popularidad, y también en ventas.
Medio año después, en abril del 2004 experimentaron una recuperación asombrosa con su segundo sencillo, "Kaerouka", que debutó en el puesto n.º 32 de las de lo más vendido de su país, donde permaneció por quince semanas. El primer álbum, titulado mihimarhythm fue un éxito regular, y por poco llega al Top 15 de Oricon. Posteriormente en vísperas de Navidad de ese año lanzan su primer sencillo de doble cara A, titulado "H.P.S.J. -mihimaruBallMIX- / So Merry Christmas", extracto de su primer disco de estudio.
El año 2005 fue un año regular para mihimaru GT. Hicieron varios lanzamientos, entre los que incluyeron su primer sencillo de doble cara, "Yurume no Lady", "Love is…" y "Koisuru Kimochi/YES", donde subieron en las listas desde el debut en el puesto n.º 37 con el primero, para luego pasar al n.º 26 con el segundo hasta el n.º 16 con el último, que fue el que alcanzó las mejores ventas considerándose un éxito moderado. Concluyen el año lanzando su segundo álbum de estudio, mihimalife, n.º 17 en Oricon.
El 2006, con su noveno sencillo "Kibun Jōjō↑↑" (Sintiéndome Genial), logran marcar un punto trascendental en su carrera. Hasta ese momento ninguno de sus trabajos había sido masivamente promocionado, ni había llegado a ser considerado un verdadero éxito, principalmente a que su sello no había querido invertir mucho en ellos con lo experimentado con sus primeros trabajos. Pero desde el lanzamiento de este sencillo todo cambió de forma considerable. Fue su primer trabajo lanzado en dos formatos distintos, y como se le tenía tanta esperanza a que el tema tuviera éxito su sello decidió invertir más recursos para promoverlo. Por primera vez se pudo a ver a Hiroko y Mitsuyuki promocionando su tema en comerciales, como en este caso fue el de los productos para el cabello Palty, y por primera vez fueron invitados a presentarse en programas de televisión, el primero siendo Music Station en mayo de este año. Finalmente con este sencillo por fin consiguen llegar al Top 10 de Oricon y n.º 1 por dos semanas consecutivas de las listas de ventas en línea de iTunes, vendiendo por primera vez más de 100 mil copias con alguno de sus discos y un millón de descargas en línea. La canción llegó a convertirse en todo un éxito de ese año, y les valió a mihimaru GT una invitación al prstigioso programa de televisión Kōhaku Uta Gassen a fin de año, así como también fueron premiados con galardones de la altura del Nihon Yūsen Taishō y también el Nihon Record Taishō. Desde este momento el grupo sería más reconocido, y sus trabajos serían más promovidos, lo que atrajo a muchos nuevos fanáticos por mihimaru GT. Esto quedó en evidencia con su tercer álbum, mihimagic, el cual por poco llega al primer lugar en Oricon la semana de su debut, convirtiéndose en un éxito masivo con más de 250 mil copias vendidas.
El año 2007 lo comienzan lanzando su sencillo balada "Kakegae no nai Uta", el cual fue escogido para ser parte de la banda sonora de una de las más recientes películas de Doraemon, y meses después "Punkish", que contó con grandes influencias del Punk pop; ambos fueron éxitos en Japón. Tras varios lanzamientos de nuevos temas y presentaciones en vivo, en mayo del 2007 mihimaru GT lanza su primer disco de grandes éxitos, THE BEST of mihimaru GT, donde resumieron sus trabajos más memorables desde su debut 5 años atrás, y marcan el fin de la primera etapa de su camino en la música como grupo. La compilación se convirtió en su primer n.º 1 desde tiempos de su debut, y con ventas superiores a las 370 mil copias fue su trabajo más exitoso.

## Discografía

### Sencillos
1. Yakusoku (約束?) (30 de julio de 2003)
2. Kaerouka (帰ろう歌?) (28 de abril de 2004)
3. Negai (願～negai～?) (28 de julio de 2004)
4. H.P.S.J.-mihimaru Ball MIX-/So Merry Christmas (17 de noviembre de 2004)
5. Yurume no Lady (ユルメのレイデ?) (6 de abril de 2005)
6. Love is... (7 de septiembre de 2005)
7. Koisuru Kimochi/YES (恋する気持ち/YES?) (23 de noviembre de 2005)
8. Sayonara no Uta (さよならのうた?) (15 de marzo de 2006)
9. Kibun Jōjō (気分上々↑↑?) (3 de mayo de 2006)
10. Tsuyoku Tsuyoku (ツヨクツヨク?) (12 de julio de 2006)
11. Itsu Made mo Hibiku Kono melody/Magical Speaker (いつまでも響くこのmelody/マジカルスピーカー?) (16 de agosto de 2006)
12. Kakegae no nai Uta (かけがえのない詩?) (28 de febrero de 2007)
13. Punkish (パンキッシュ☆?) (4 de abril de 2007)
14. Gazen Yeah! (俄然Yeah!?) (15 de agosto de 2007)
15. I SHOULD BE SO LUCKY/Aikotoba (I SHOULD BE SO LUCKY／愛コトバ?) (28 de noviembre de 2007)
16. diverge (30 de enero de 2008）
17. Girigiri HERO (ギリギリHERO?) (30 de abril de 2008)
18. Nakinatsu (泣き夏?)(mihimaru GT with SOFFet) (2 de julio de 2008)
19. Shiawase ni Narou (幸せになろう?) (22 de octubre de 2008)
20. Switch (17 de junio de 2009)
21. Torokechau Dandy (とろけちゃうダンディ〜?) (8 de julio de 2009)
22. Un Lock (アン♥ロック?) (23 de septiembre de 2009)
23. Love Letter (10 de febrero de 2010)
24. Omedetō (オメデトウ?) (21 de abril de 2010)

### Álbumes
1. mihimarhythm (8 de septiembre de 2004)
2. mihimalife (21 de diciembre de 2005)
3. mihimagic (13 de septiembre de 2006)
4. mihimarise (28 de mayo de 2008)
5. mihimalogy (24 de febrero de 2010)

### Álbumes de colección
1. mihimania ~Collection Album~ (mihimania～コレクション アルバム～?) (15 de noviembre de 2006)
2. mihimania II~Collection Album~ (mihimania II～コレクション アルバム～?) (19 de noviembre de 2008)

### Compilaciones
1. THE BEST of mihimaru GT (2 de mayo de 2007)
2. The Best Selection of ASIA (23 de septiembre de 2009)
3. mihimaballads (16 de junio de 2010)

### DVD
- mihimaclip (25 de enero de 2006)
- mihimaLIVE (28 de febrero de 2007)
- mihimaclip 2 (28 de noviembre de 2007)
- mihimaLIVE2 ~Mihitto Mada Mada GAMUSHA rise at Nippon Budōkan~ (mihimaLIVE2 〜みひっとまだまだガムシャrise at 日本武道館〜?) (24 de noviembre de 2008)
- mihimaclip3 (4 de marzo de 2009)
- mihimaLIVE2 at Budōkan and mihimaclip3 (mihimaLIVE2 at 武道館 and mihimaclip3?) (4 de marzo de 2009)